# Flavio Insinna

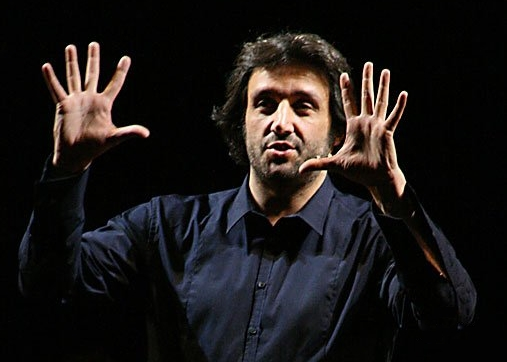
Flavio Insinna (2008)

Flavio Emanuele Insinna (ur. 3 lipca 1965 w Rzymie) – włoski aktor filmowy, prezenter telewizyjny.

## Kariera
Flavio Insinna urodził się w Rzymie jako syn sycylijczyków. W 1986 roku po nieudanej próbie wstąpienia do Korpusu Karabinierów, wstąpił do szkoły aktorskiej Gigi Proietti's Laboratorio di esercitazioni sceniche w Rzymie, gdzie uczył się na wydziale scenicznym pod okiem Alessandra Fersena, którą ukończył w 1990 roku.
Debiut na wielkim ekranie zaliczył w 1992 roku w filmie pt. Gole ruggenti w reżyserii Piera Francesco Pingitorego. Później zagrał w filmach i serialach m.in. * 1999: Guardami (1999 – reż. Davide Ferrario, Maryja – córka swojego syna (2000 – reż. Fabrizio Costa). Jednak największą popularność Insinnie przyniosła rola kapitana Flavio Ancheschiego w serialu pt. Don Matteo, gdzie w latach 1999-2006 grał główną rolę obok Terenca Hilla i Nino Frassici. Potem grał w filmach i serialach m.in. Okno (2003 – reż. Ferzan Özpetek), Święty Jan Bosco (2004 – reż. Carlo Carlei), Święty Piotr (2005 – reż. Giulio Base).
W latach 2006–2008 i od 2013 prowadzi włoską edycję teleturnieju pt. Grasz czy nie grasz (Affari tuoi), za który otrzymywał sporo nagród włoskiej telewizji m.in. Premio Regia Televisiva. W międzyczasie grał główne role w filmie pt. Ex (2009 – reż. Fausto Brizzi) i w latach 2008-2010 w serialu pt. Ho sposato uno sbirro.
Dnia 30 listopada 2013 roku wystąpił gościnnie we włoskiej edycji programu Taniec z gwiazdami, a w 2014 roku użyczył głos Baymaxowi w filmie animowanym pt. Wielka Szóstka.

## Filmografia (wybór)

### Radio
- 1993–1999: Per favore parlate al conducente - duet radiowy

### Teatr
- 1986: Certamen Vaticanum
- 1987: Uccidiamo il chiaro di luna
- 1988: Folli sempre folli fortissimamente folli
- 1990: Il desiderio preso per la coda
- 1990: Che tragedia
- 1990: Lighea
- 1990: Lighea
- 1990: Tosca
- 1991: Madre coraggio
- 1992: Rimozioni forzate
- 1992: Il campanile
- 1993: A qualcuno piace caldo
- 1994: Sotterraneo
- 1994: Il tramezzo
- 1995: L'inno dell'ultimo anno
- 1995: Guardiano di porci
- 1995: Radio estetica
- 1996: Rassegna di monologhi inediti
- 1997: Tunnel
- 1997: La banda
- 1997: Fegatelli
- 2007: Senza Swing
- 2008: Senza Swing
- 2009: Senza Swing

### Filmy
- 1992: Gole ruggenti jako dziennikarz na konferencji prasowej
- 1998: Figli di Annibale jako Orfeo
- 1998: Un bugiardo in paradiso jako Mino
- 1999: Guardami jako Flavio
- 1999: Dipendence day
- 2000: Il partigiano Johnny jako Szpieg
- 2000: Metronotte jako Salvatore Russo
- 2000: La rentrée jako Bolończyk
- 2001: Tuttapposto jako Andrea
- 2002: I soliti idioti Singor X
- 2003: Okna jako piekarz
- 2003: Tutto in quella notte jako Giorgio
- 2004: Święty Jan Bosco jako Jan Bosko
- 2005: Alcuni buoni motivi per i quali non bisognerebbe mai cercare di fare l'attore jako lekarz
- 2005: Święty Piotr  jako Dawid
- 2006: Basette jako Zenigata
- 2006: Armando jako lekarz
- 2009: Ex jako don Lorenzo
- 2013: Pazze di me jako ojciec Andrea
- 2013: Biała jak mleko, czerwona jak krew jako ojciec Leo

### Seriale
- 1996: Uno di noi
- 1997: Il mastino jako Santino De Pasquale
- 1999: Dio vede e provvede
- 2000: Maryja – córka swojego syna
- 1997–2006: Don Matteo jako kapitan Flavio Anceschi
- 2000: Ojciec Pio jako Ojciec Pio
- 2000: Distretto di polizia  jako Luigi Falliero
- 2001: Angelo il custode jako złodziej
- 2001: La crociera jako Eros
- 2001: Krzyżowcy jako Erminio
- 2001: La terra d’outremere
- 2003: Maria Goretti jako ojciec Basilio
- 2005: Lorenzo Salvi jako Lorenzo Salvi
- 2006: La Buona battaglia - Don Pietro Pappagallo jako Pietro Pappagallo
- 2006: Cotti e mangiati jako Franco Mancini
- 2008: Dziewczyna z sąsiedztwa jako Rolnik
- 2008–2010: Ho sposato uno sbirro jako Diego Santamaria
- 2008: Cotti e mangiati jako Franco Mancini
- 2011: Bohaterowie z przypadku jako Cesare Magnozzi

### Dubbing
- 2014: Wielka szóstka jako Baymax

### Telewizja
- 1992: Club '92
- 2006-2008, od 2013: Grasz czy nie grasz
- 2011: La corrida
- 2012: Il braccio e la mente
- 2012: Telethon
- 2014: La pista
- 2014: Blob

## Nagrody
- 2001: Premio speciale di „Prima: Guida italiana degli attori” za rolę w filmie Guardami
- 2004: „Telegrolla” e „Premio per l'Europa” za rolę w filmie Święty Jan Bosco oraz „Festival del cinema e della fiction di Salerno” e „Premio internazionale Sant'Antonio” za rolę w Don Matteo
- 2006: „Premio internazionale Flaiano”, „Premio di cultura 'Città di Marinella'” e „Telegrolla” za rolę w La Buona battaglia - Don Pietro Pappagallo i Don Matteo
- 2007: „Telegatto” za program Grasz czy nie grasz
- 2007: Premio Regia Televisiva
- 2008: „Telegatto” come personaggio maschile dell'anno
- 2008: „Gran Premio della Fiction italiana 2007-2008” - najlepszy aktor za rolę w serialu Ho sposato uno sbirro
- 2014: Premio Regia Televisiva - program Grasz czy nie grasz
- 2014: Premio Regia Televisiva - oscar dla najlepszego programu Grasz czy nie grasz

## Ciekawostki
- Flavio Insinna w wolnych chwilach kolekcjonuje różnego rodzaju instrumenty muzyczne[1]